# (72627) 2001 FZ27
(72627) 2001 FZ27 – planetoida z pasa głównego asteroid okrążająca Słońce w ciągu 5,65 lat w średniej odległości 3,17 j.a. Odkryta 19 marca 2001 roku.